# Mogarraz
Mogarraz est une commune de la province de Salamanque dans la communauté autonome de Castille-et-León en Espagne.
Mogarraz est adhérente de l'association Les Plus Beaux Villages d'Espagne.

## Géographie

### Communes limitrophes
|            | San Martín del Castañar |                                                     |
| La Alberca | Mogarraz                | Las Casas del Conde, Sequeros, Villanueva del Conde |
|            | Monforte de la Sierra   |                                                     |

### Climat
Voici ci-dessous, un tableau du climat du village de Mogarraz :
Le climat à Mogarraz (en °C et mm, moyennes journalières entre 1969 et 1982)
| Mois                                    | Janv. | Fév.  | Mars  | Avril | Mai   | Juin | Juil. | Août | Sept. | Oct. | Nov. | Déc.  | Année  |
| Températures moyennes journalières (C°) | 7,5   | 8,5   | 9,6   | 12,6  | 15,5  | 20,7 | 25,7  | 26,3 | 22,1  | 16,5 | 11,6 | 7,4   | 15,3   |
| Précipitations totales (mm)             | 207,7 | 200,7 | 123,6 | 93,7  | 138,8 | 59,2 | 18,9  | 12,3 | 58,9  | 138  | 14,2 | 212,7 | 1405,6 |
| --------------------------------------- | ----- | ----- | ----- | ----- | ----- | ---- | ----- | ---- | ----- | ---- | ---- | ----- | ------ |

Source : Ministère de l’Agriculture et de l’Environnement. Date de précipitations pour la période de 1969-1982
et des températures pour la période de 1969 - 1982 à Mogarraz.

## Histoire
La création de Mogarraz est due au processus de la campagne de repeuplement de ces contrées menée à bien par le royaume de León durant le Moyen Âge dans la Sierra de Francia. De cette façon, Mogarraz est incorporé au Condé de Miranda del Castañar après la création de celui-ci par le roi Alphonse IX de León en 1213.

Au début dut XIXe siècle Mogarraz est inséré à la Province de Salamanque et le 30 novembre 1833 lors de la division provinciale de 1833 réalisée par Javier de Burgos pour l'organisation administrative territoriales de l’Espagne que la Sierra de Francia, dont Mogarraz fait partie, est intégrée officiellement et définitivement à la provincia de Salamanque.

## Démographie
Évolution démographique depuis 1900
| 1900 | 1910 | 1920 | 1930 | 1940 | 1950 | 1960 | 1970 | 1981 | 1991 | 2000 | 2014 | 2017 | 2019 |
| ---- | ---- | ---- | ---- | ---- | ---- | ---- | ---- | ---- | ---- | ---- | ---- | ---- | ---- |
| 1065 | 1110 | 1042 | 970  | 1038 | 976  | 836  | 588  | 520  | 398  | 365  | 329  | 283  | 277  |

## Culture et patrimoine

### Lieux et monuments
- L'Église paroissiale Nuestra Señora de las Nieves (Notre-Dame des Neiges).
- L' Ermitage del Humilladero.

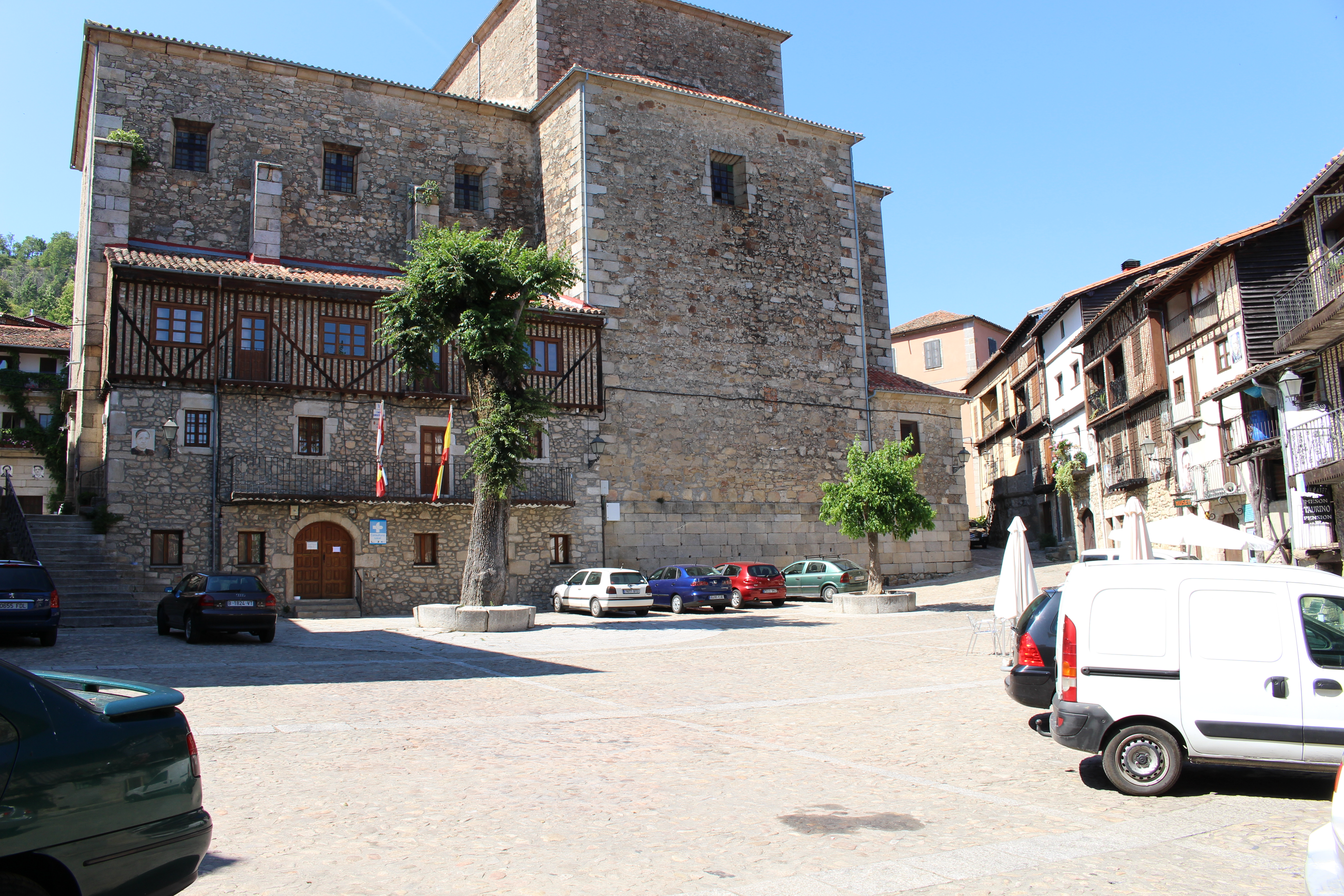
Place de Mogarraz.
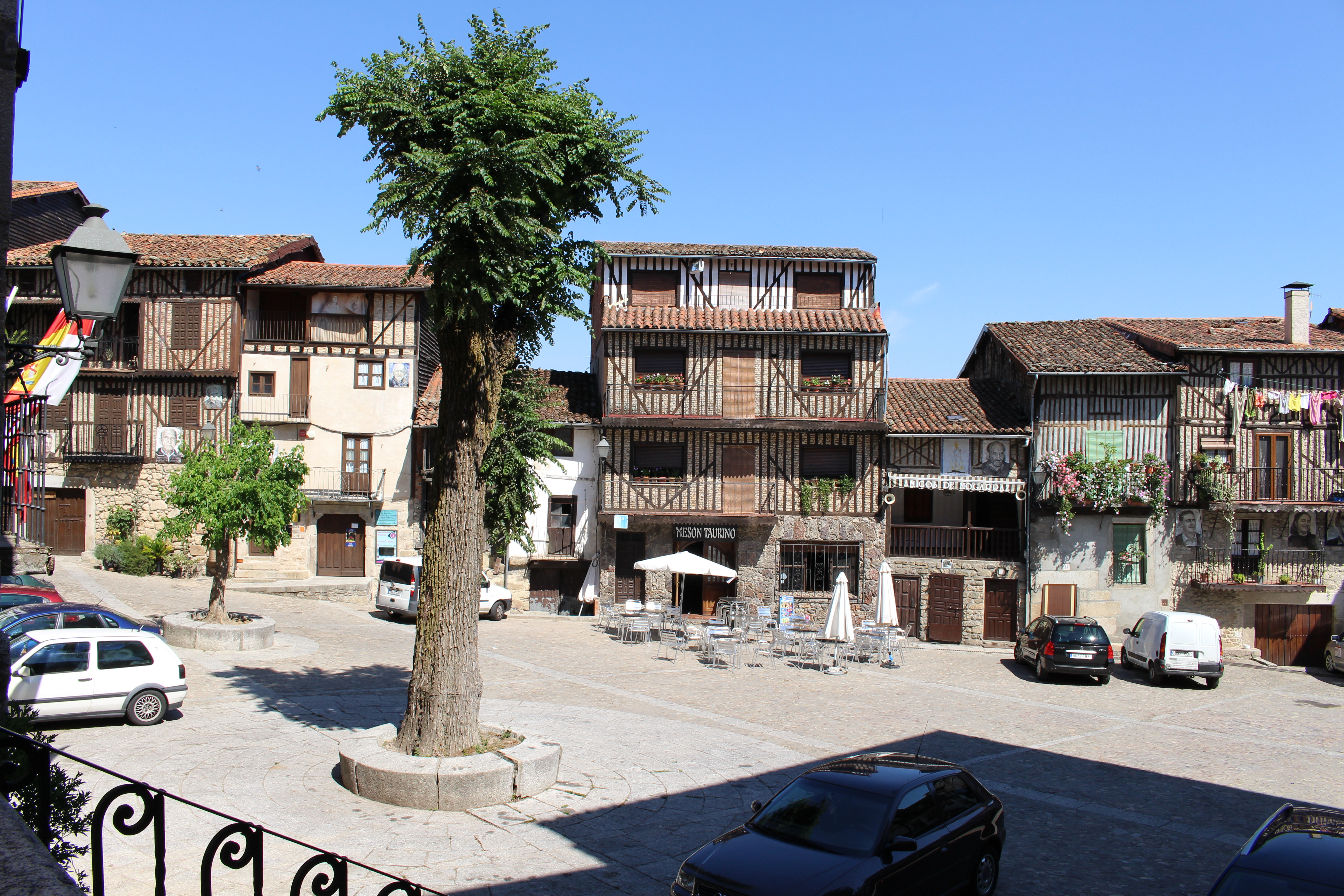
Place de Mogarraz.
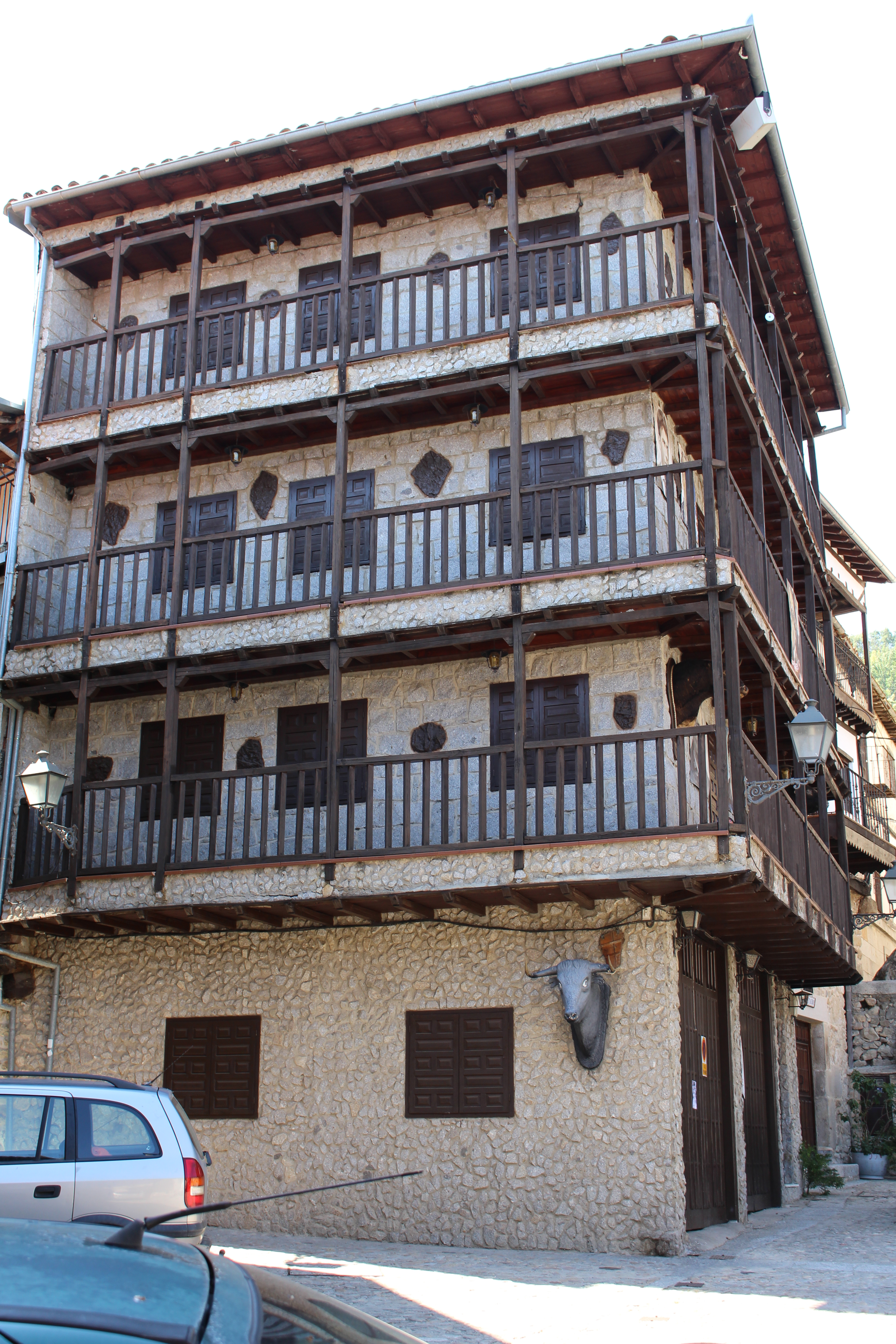
Maison sur la place.
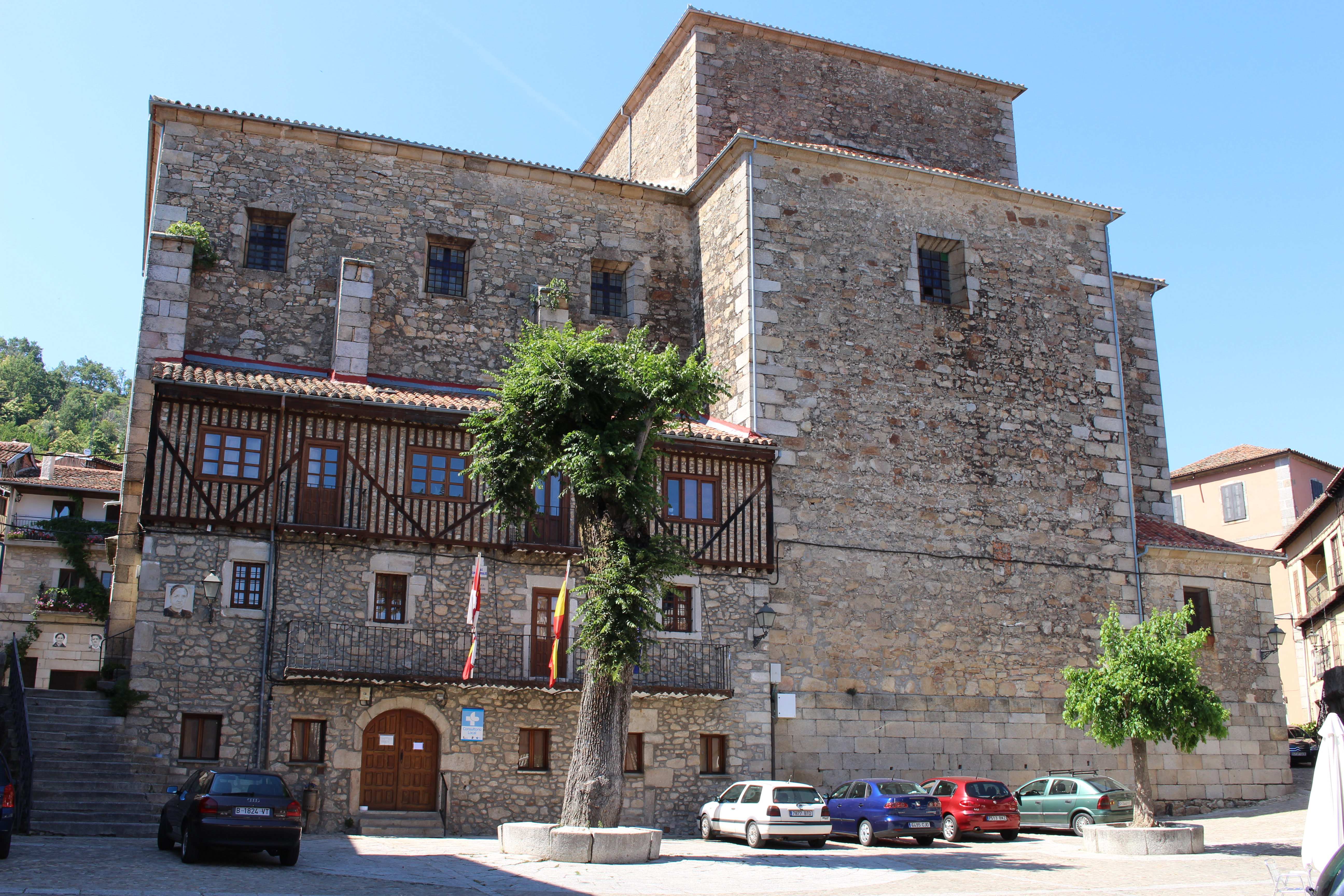
Mairie de Mogarraz.

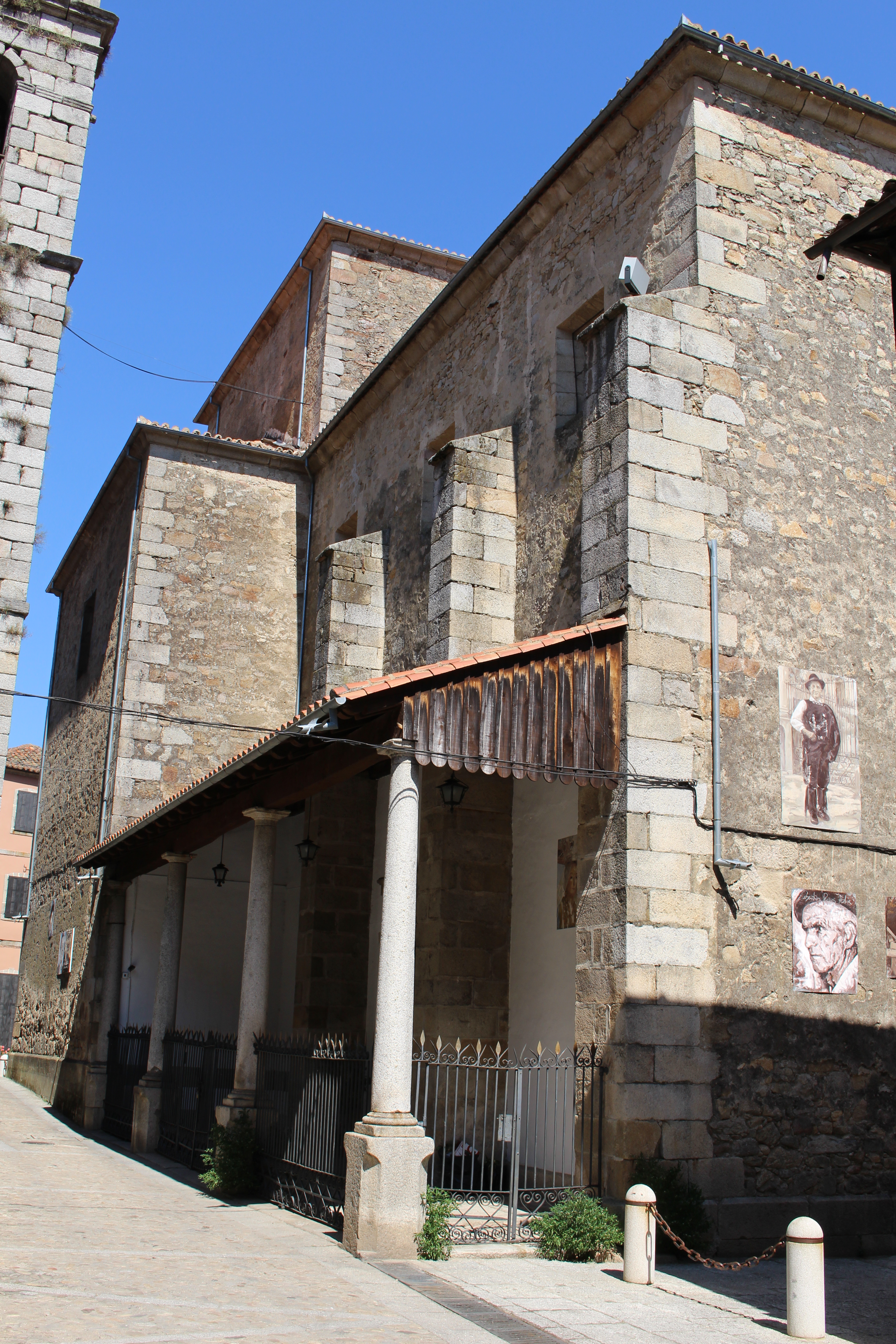
Église Señora de las Nieves.
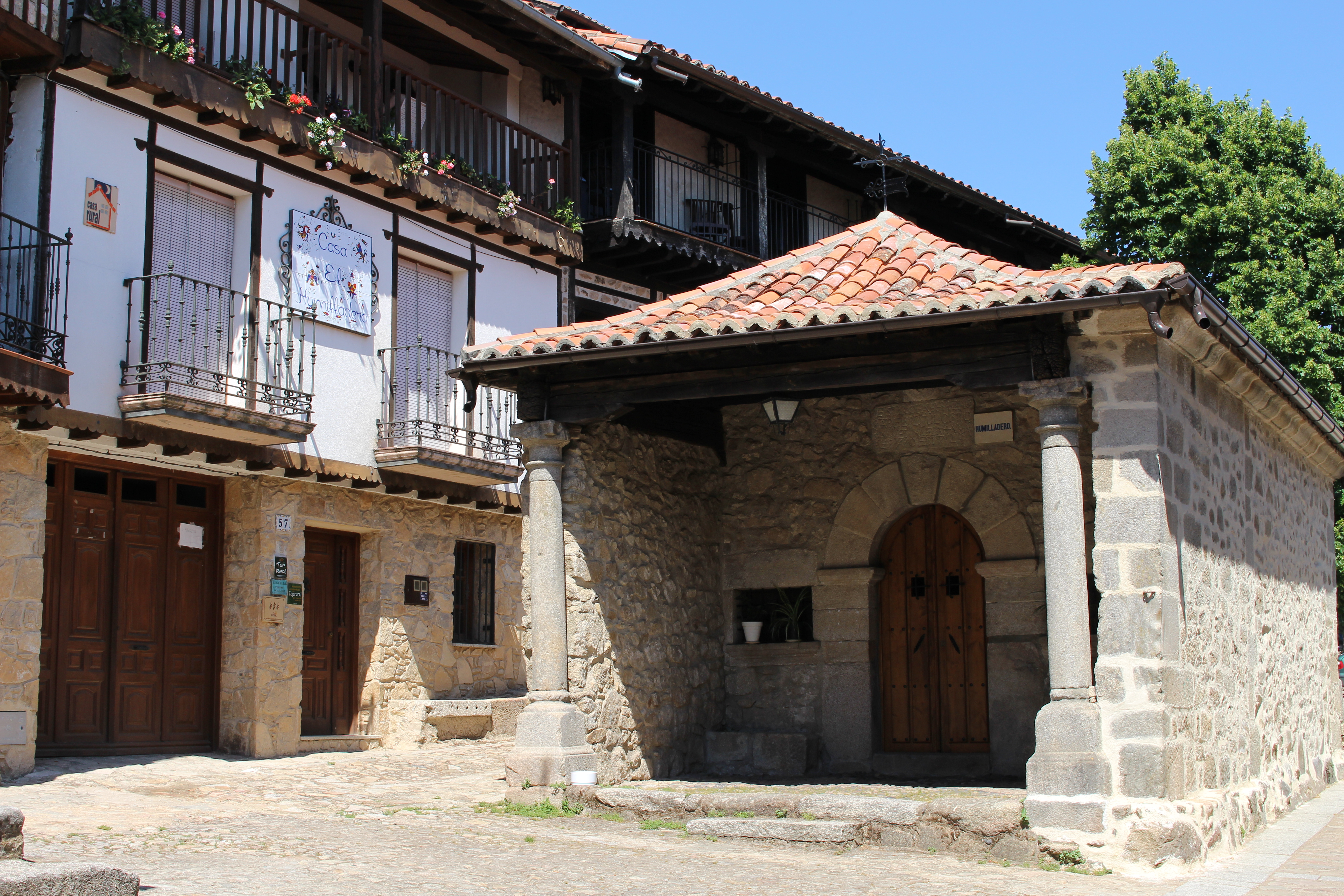
Ermitage del Humilladero.
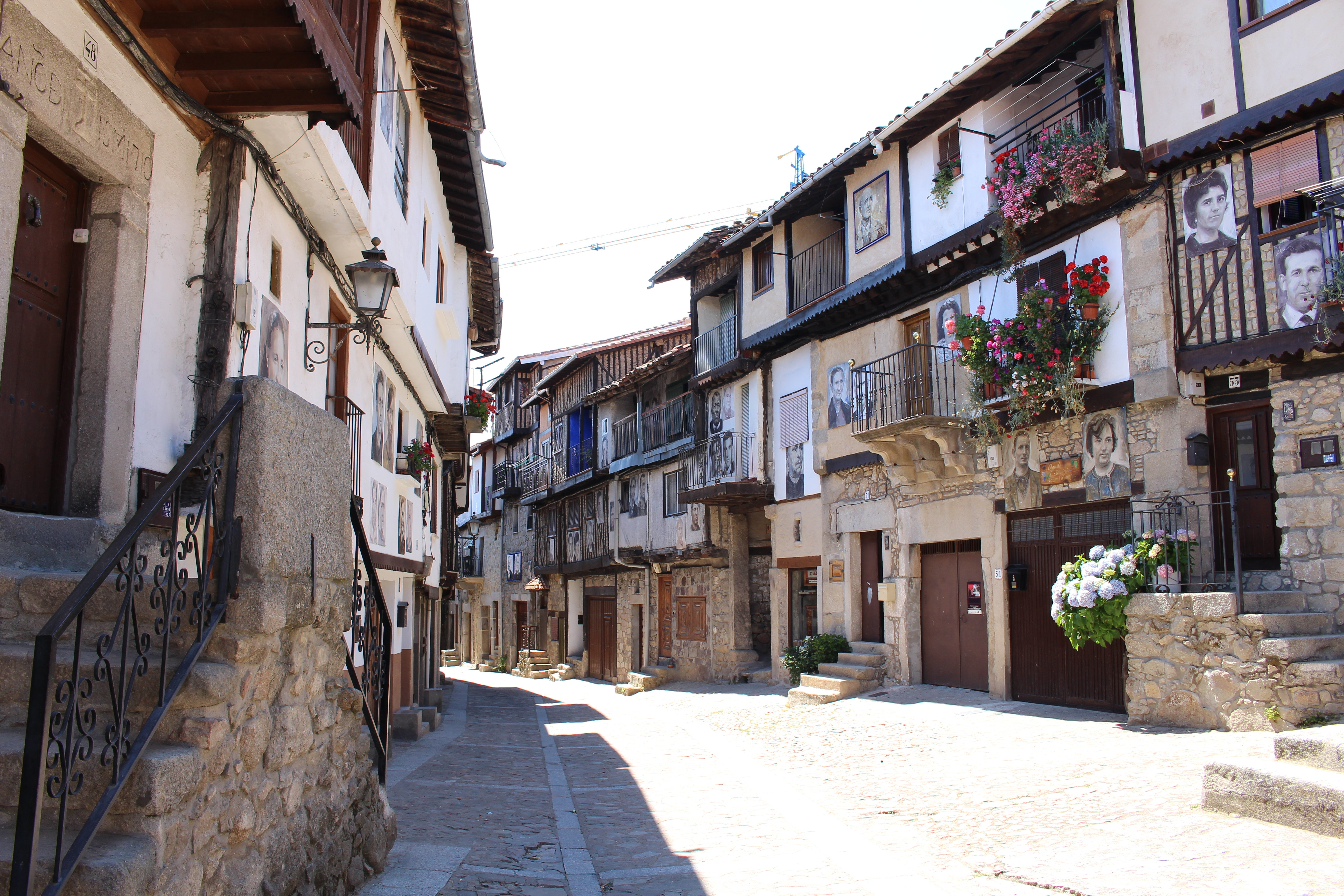
Rue de Mogarraz.
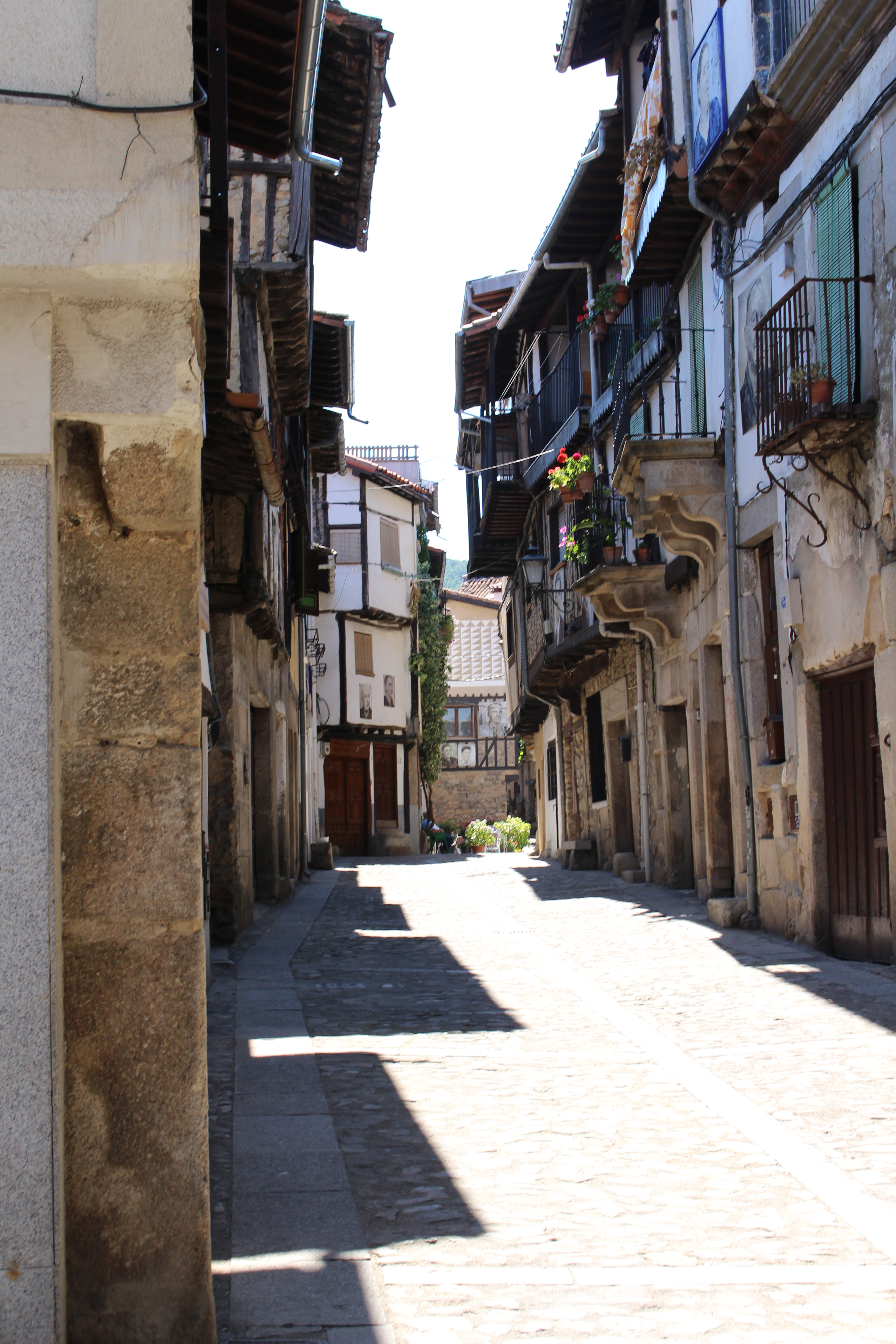
Rue de Mogarraz.